# Guadua zuloagae
Espèce
Guadua zuloagae est une espèce éteinte plantes à fleurs fossiles de la famille des Poaceae, originaire d'Argentine.
Cette espèce a été déterminée en 2007 à partir de chaumes de bambous pétrifiés découverts sur le site de la formation d'Ituzaingó (es), contenant des sédiments de l'époque du Pliocène.
Les analyses anatomiques de ces chaumes de bambous minéralisés, les seuls connus au monde, on montré une grande affinité avec l'espèce existante, Guadua angustifolia, ce qui indique que le genre Guadua avait à cette période une aire de répartition plus étendue vers le sud du continent américain.

## Étymologie
L'épithète spécifique, « zuloagae », est un hommage au botaniste argentin, Fernando Omar Zuloaga, spécialiste des graminées argentines.